# Leratiomyces coccineus
Leratiomyces coccineus är en svampart som beskrevs av Massee & Wakef. ex Bresinsky & Manfr. Binder 1998. Leratiomyces coccineus ingår i släktet Leratiomyces och familjen Strophariaceae.   Inga underarter finns listade i Catalogue of Life.